# Brez besed
Brez besed je album studijskih posnetkov pevke Berte Ambrož, ki je izšel leta 2007 na glasbeni CD plošči pri založbi ZKP RTV Slovenija.

## O albumu
Z naslovno popevko (posnetek 1) je Berta Ambrož zastopala takratno Jugoslavijo na izboru za Pesem Evrovizije leta 1966 v Luksemburgu in zasedla 7. mesto.
Na albumu so objavljene so tudi druge njene uspešnice, s katerimi je sodelovala na več festivalih slovenske popevke in opatijskem festivalu in nekaj slovenskih verzij glasbenih tem iz znanih filmov in muzikalov.
Priložena mu je tudi zgibanka s predstavitvijo skladb, pevke in njene glasbene poti.

## Seznam posnetkov
| CD              | CD                                                                          | CD                                 | CD                     | CD              | CD      |
| Št.             | Naslov                                                                      | Besedilo                           | Glasba                 | Priredba        | Dolžina |
| --------------- | --------------------------------------------------------------------------- | ---------------------------------- | ---------------------- | --------------- | ------- |
| 1.              | „Brez besed‟ (Evrovizija 1966)                                              | E. Budau                           | M. Sepe                | M. Sepe         | 2:44    |
| 2.              | „Mavrica / Over the Rainbow‟ (tema iz filma Čarovnik iz Oza)                | E. Y. Harburg                      | H. Arlen               | J. Privšek      | 3:32    |
| 3.              | „Mali vragec v očeh‟ (festival Slovenska popevka 1965)                      | G. Strniša                         | J. Robežnik            | J. Robežnik     | 2:03    |
| 4.              | „Goldfinger‟ (naslovna tema iz filma Goldfinger)                            | L. Bricusse, A. Newley, G. Strniša | J. Barry               | J. Privšek      | 2:40    |
| 5.              | „Pesem zapoj mi nocoj‟ (festival Opatija 1965)                              | G. Strniša                         | B. Kovačič             | M. Rijavec      | 2:50    |
| 6.              | „Newyorška jesen / Autumn in New York‟                                      |                                    | V. Duke                | J. Privšek      | 2:39    |
| 7.              | „Luči Ljubljane‟ (festival Slovenska popevka 1965)                          | S. Makarovič                       | J. Privšek             | J. Privšek      | 2:41    |
| 8.              | „Moon River‟ (tema iz filma Zajtrk pri Tiffanyju)                           | J. Mercer, G. Strniša              | H. Mancini             | J. Privšek      | 3:46    |
| 9.              | „Jokala bom brez solz‟ (festival Slovenska popevka 1966)                    | E. Budau                           | J. Privšek             | J. Privšek      | 2:28    |
| 10.             | „Poslednja noč ljubezni‟ (festival Slovenska popevka 1966)                  | E. Budau                           | J. Privšek             | J. Privšek      | 3:03    |
| 11.             | „Alfie‟ (naslovna tema iz filma Alfie)                                      | M. Lindič                          | B. Bacharach, H. David | M. Rijavec      | 2:46    |
| 12.             | „Nekega dne‟ (festival Slovenska popevka 1966)                              | E. Budau                           | M. Sepe                | M. Sepe         | 2:51    |
| 13.             | „Modra ljubezen / L'amour est bleu‟ (luksemburška pesem na Evroviziji 1967) | M. Lindič                          | A. Popp                | M. Rijavec      | 3:27    |
| 14.             | „Odtrgala bom zelen list‟ (festival Opatija 1966)                           | E. Budau                           | M. Sepe                | M. Sepe         | 2:40    |
| 15.             | „Bil si z menoj / Till There Was You‟ (tema iz muzikala The Music Man)      | G. Strniša                         | M. Willson             | J. Privšek      | 2:21    |
| 16.             | „Dan kot dnevi vsi‟ (festival Slovenska popevka 1967)                       | M. Lindič                          | D. Porenta             | M. Rijavec      | 2:15    |
| 17.             | „Ne / Clair‟                                                                | S. Makarovič                       | G. O'Sullivan          | M. Mihelič      | 3:04    |
| 18.             | „Kdor seje veter‟ (festival Opatija 1967)                                   | M. Košuta                          | J. Privšek             | J. Privšek      | 2:33    |
| 19.             | „Črni Vrh / Hasbrook Heights‟                                               | E. Budau                           | B. Bacharach, H. David | M. Mihelič      | 3:24    |
| 20.             | „Pišeš mi‟ (festival Slovenska popevka 1967)                                | M. Košuta                          | J. Privšek             | J. Privšek      | 3:27    |
| 21.             | „Tipitipiti‟ (italijanska popevka s festivala Sanremo 1970)                 | E. Budau                           | D. Pace, M. Panzeri    | J. Privšek      | 2:38    |
| 22.             | „Veter nosi moj pozdrav‟ (festival Slovenska popevka 1968)                  | E. Budau                           | B. Lesjak              | B. Lesjak       | 3:37    |
| 23.             | „Dimnikarjev sin / Son of a Preacher Man‟                                   | E. Budau                           | R. Wilkins             | M. Mihelič      | 2:47    |
| 24.             | „Mladost‟ (festival Opatija 1968)                                           | M. Tozon                           | D. Tozon               | J. Privšek      | 2:38    |
| 25.             | „Whispering / Bye Bye Blues‟ (iz filma The Joker Is Wild)                   | T. Klasinc                         | F. Hamm, D. Bennett    | J. Privšek      | 2:27    |
| 26.             | „Tivolski pastirček‟ (festival Slovenska popevka 1973)                      | D. Repinc                          | V. Repinc              | J. Privšek      | 2:57    |
| Skupna dolžina: | Skupna dolžina:                                                             | Skupna dolžina:                    | Skupna dolžina:        | Skupna dolžina: | 74:39   |

## Sodelujoči
- Berta Ambrož – vokal
- Jože Privšek – dirigent
- Mario Rijavec – dirigent
- Mojmir Sepe – dirigent

### Spremljava
- Zabavni orkester Radia Ljubljana
- Plesni orkester Radia Ljubljana
- Ansambel Jožeta Privška
- Ljubljanski jazz ansambel z godali
- Ansambel Francija Puharja

### Produkcija
- Mario Rijavec – producent
- Jože Kampič – producent
- Jure Robežnik – producent
- Vinko Rojc – tonski mojster
- Sergej Dolenc – tonski mojster
- Andrej Dobrin – tonski mojster
- Zoran Ažman – tonski mojster
- Andrej Semolič – masteriranje
- Žiga Culiberg – oblikovanje